# میرکو بالداچی
میرکو بالداچی (انگلیسی: Mirco Baldacci؛ زادهٔ ۱۹ سپتامبر ۱۹۷۷) راننده رالی اهل سان مارینو است. او با کسب رتبه هفتم در رالی استرالیا ۲۰۰۶، دو امتیاز در مسابقات رالی قهرمانی جهان را به دست آورد.